# Hôtel Judic
L'hôtel Judic est un hôtel particulier parisien du 9e arrondissement.
Ce site est desservi par les stations de métro place de Clichy et Liège.

## Situation géographique
L'hôtel Judic est situé dans le 9e arrondissement de Paris, au numéro 12 de la rue du Cardinal-Mercier (anciennement rue Nouvelle). Qui est une rue en impasse se terminant sur une fontaine.

## Histoire

### L'Hôtel d'Anna Judic (1882-1892)

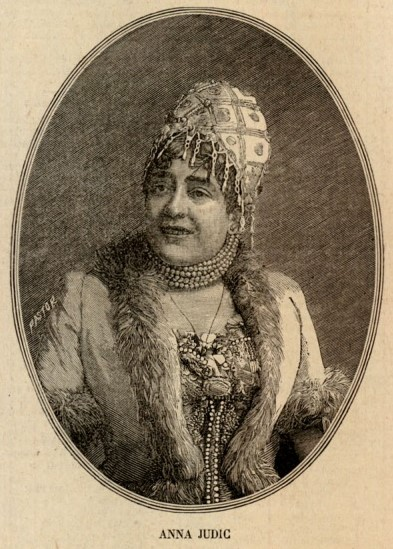
Anna Judic (gravure, 1884).

En 1883 Anna Judic (1849-1911) joue le rôle principale de l'opérette Mam'zelle Nitouche. Forte de son succès, elle a gagné « plus d"'un million de francs », elle décide de se faire construire un nouvel hôtel particulier, près de la place de Clichy, sur une parcelle située rue nouvelle. Le couple Judic achète la parcelle de 271 mètres pour 48 190 fr. Pour entreprendre cette construction elle mandate l'architecte Jacques Drevet (1832-1900), qui demande à Georges Trugard (1848-1904) de participer à la création de la façade monumentale. Un an après la fin des travaux et son emménagement, Anna Judic, à la suite de la mort de son mari Léon Émile Israël (dit Émile Judic), dont les obsèques ont eu lieu le 7 mai 1884 à son domicile, doit vendre en licitation ses propriétés « pour satisfaire à la loi qui régit les héritages et qui rend si difficile l'indivision entre majeure et mineurs ». Cette situation permet à de nombreuses personnes de visiter la demeure au mois de décembre 1884. Parmi ceux-ci, le journaliste et romancier Émile Blavet (1838-1924) qui publie ses impressions dans un article titré Intérieur d'artiste et publié dans le magazine La Vie Parisienne. Son impression générale est qu'il y a eu une collaboration étroite entre l'artiste et son architecte « des assises au faîte ». Cette visite décrit le bâtiment mais aussi le mobilier, nous ne retiendrons ici que ce qui concerne le bâtiment :

« L'hôtel, construit dans le goût du XVIe siècle, rappelle les petits châteaux du Blaisois. Sa façade monumentale est percée d'une immense fenêtre avec grand balcon en saillie, et, à l'entresol, de deux larges baies, dont une au-dessus de la porte cochère en bois de chêne (...). Voilà pour le dehors. Entrons. Au bout d'un couloir immense, ouvrant sur une vaste cour, sont les écuries et les remises, dont une partie en sous-sol, de sorte que les voitures montent au moyen d'un truc très ingénieux, comme les décors de l'Opéra. Le seuil franchi, nous sommes en pleine Renaissance. Au vestibule pavé de mosaïque aboutit un escalier rond en bois sculpté, tournant dans une cage éclairée par de vieux vitraux français du XVIe Siècle, (...) du premier au quatrième étage. À l'entresol, une salle à manger gothique, avec cheminée monumentale (...). Cette pièce est en contrebas d'un petit salon, dont elle est séparée par quelques marches. Dans cette loggia tout à fait originale, on peut mettre un orchestre de musiciens. (...). 
Au premier, c'est le hall et la galerie de tableaux. Ce hall, aux proportions de cathédrale, sans une cheminée large de trois mètres (...). Au fond, sur la rue, un vitrail d'église, signé Champigneulle, le premier verrier de Paris. Le plafond est en pierre, rechampi de bleu et d'or, et, à la hauteur de trois mètres, s'arrondissent des loggias à l'italienne, (...). De ce clair obscur mystérieux, on entre en pleine lumière, dans la galerie, longue et gaie avec le jour aux deux pôles. (...). Mais la merveille des merveilles, c'est ce plafond de Clairin, où le peintre a représenté Judic dans tous ses rôles, (...). Un corridor à franchir et nous voici dans le jardin d'hiver (...). La lumière tombe, du plafond à ciel ouvert (...). Maincent a jeté sa fantaisie charmante sur les murs, où les panoramas de Saint-Germain, Bougival et Chatou forment une succession de frais paysages, et donnent l'illusion de la campagne au cœur de Paris. (...) Il y a sous les combles, deux vastes pièces (...). »

Le 7 janvier 1885 a lieu la vente sur licitation de l'hôtel du 12 de la rue nouvelle, mise à prix 300 000 fr, et d'une maison de campagne à Chatou, mise à prix 100 000 fr, à deux heures, au Palais de Justice, salle des criées. Son avoué Me Milliot, qui la représente, achète les deux biens avec une surenchère de cinquante francs sur chacun d'eux.
Quelques années plus tard, vers 1891, en proie à des difficultés financières elle met en vente son hôtel de la rue nouvelle, avec son mobilier, et quitte Paris pour la villa qu'elle possède à Chatou. La vente des : bijoux, diamants, perles, objets d'art et d'ameublement, dessins, aquarelles, tableaux anciens et modernes, objets variés, meubles et tapisseries, un total de 970 numéros, a lieu du 1 au 12 décembre 1891 dans l'Hôtel du 12 de la rue Nouvelle. Le total, décevant, de la vente est de 234 900 fr. L'hôtel est vendu, au cours de l'année 1892, à l'architecte et entrepreneur, Émile Vabre.

### Période intermédiaire (1892-1970)
Après leur achat, Émile Vabre et sa femme, aménagent l'hôtel, du 12 rue Nouvelle, et y organisent un réveillon mondain, le 25 décembre 1892. En 1906, ils sont toujours à cette adresse dans l'annuaire de la société parisienne. Cette même année 1906, fin janvier, un officier ministériel annonce la vente aux enchères d'un Hôtel à Paris, 12 rue Nouvelle (IXe). Il est de style Renaissance avec des décorations d'artistes, 270 m, sa mise à prix est de 225 000 fr, il est libre de location.
En 1907, le « Cercle du commerce, des lettres, des arts et des sports » y est domicilié et une perquisition du commissaire Soulières, de la brigade des jeux, y découvre, deux tables de baccara qui ne fonctionnaient pas.
En 1908, une annonce parue dans le quotidien Le Journal précise : « La Maison des Arts, 12 rue nouvelle » est la « plus artistique salle de fêtes à louer ».
En 1909, nouvelle perquisition du commissaire Soulières car « moyennant un droit de vestiaire de 25 fr on pouvait assister à l'exhibition de femmes nues ». Il dresse un procès verbal au tenancier et à quatre femmes.
Dans Le Journal, du 7 avril 1934, l'Art et la Vie annonce une visite de l'hôtel situé 12, rue du Cardinal-Mercier, « Construit par Édouard VII pour Judic ».

### L'Hôtel d'Otto-Klaus Preis (1970-2003)
Otto-Klaus Preis (1936-2003), un allemand venu, jeune dessinateur, travailler à Paris. En 1960, il est embauché comme dessinateur de l'atelier de Haute couture chez Nina Ricci. Remarqué pour ses multiples qualités il évolue dans l'entreprise avant que Robert Ricci ne lui confie l'activité « Sports Wear » et notamment les collections pour le Japon. Il va créer une nouvelle image de la marque et en obtenir l'organisation avant d'être reconnu pour son succès. Cette réussite professionnelle lui permet de passer d'amateur d'art à collectionneur et notamment des XVIe et XVIIe. Ses goûts embrassent également « l'antiquité greco-romaine, la Renaissance italienne et la grande Sculpture française du XVIIe ». Puis il devient un passionné de la fin du XIXe.
C'est au cours des années 1970, qu'il visite l'Hôtel Judic et « tombe sous le charme de cette incroyable demeure » et de son ancienne propriétaire qui reste présente notamment par son portrait, « peint à fresque au plafond de la salle à manger ». Cette hôtel correspond à ses goûts, c'est un « sommet de l'éclectisme cher à son époque, par son mélange étourdissant de l'architecture Renaissance, du néo-gothique à la Louis II de Bavière, et du XVIIe siècle baroque », ambiance qui se prolonge dans ce quartier dit de la Nouvelle Athènes.
En 2001, il est l'auteur, en tant que membre de la Société de l'histoire de l'art français, du chapitre sur l'hôtel Judic de l'ouvrage La Nouvelle Athènes, haut lieu du Romantisme, publié par la ville de Paris.
Après le décès d'Otto-Klaus Preis, en 2003, sa collection est vendue aux enchères, le 9 novembre 2005, par Sotheby's.

### Nouvel intermède (2003-?)
Il a été acheté par un antiquaire des puces de Saint-Ouen.

## Protections
Malgré l'absence de protection, l'hôtel n'a pas fait l'objet d'opération immobilière et a été conservé.
La fontaine située au fond de la rue fait l’objet d’une inscription au titre des monuments historiques depuis le 30 décembre 1977.
L'immeuble fait l’objet d’une inscription au titre des monuments historiques depuis le 31 juillet 1990.
L'appartement s'étendant sur deux niveaux fait l’objet d’un classement au titre des monuments historiques depuis le 12 octobre 1995.

## Description
De la rue, on remarque la façade dont la disposition est originale. Elle se décompose en deux parties. Celle de droite, la plus importante, est remarquable par la grande fenêtre de l'étage noble pour laquelle le maître verrier a réalisé le vitrail de la rencontre d'Antoine et de Cléopâtre. Au centre, dans la partie basse, une baie à double battant permet d'accéder au balcon qui comporte un riche décor rappelant le style de la première Renaissance française.

La partie gauche de la façade n'a pas de rapport avec la partie droite. La hauteur du vitrail correspond à deux étages de l'hôtel.
À l'intérieur de l'hôtel, le vitrail correspond à une salle particulière qui s'appelait le hall dont les dimensions étaient singulières : une longueur de 9,20 m pour une largeur de 5,20 m et une hauteur de 7,70 m. Cette pièce comprend une cheminée monumentale. La pièce est couverte d'un plafond gothique.
Le deuxième étage constituait les appartements privés de l'actrice. Une porte à deux battants permet d'accéder à la tribune surplombant le hall. La grande chambre de l’actrice, son salon et sa salle de bains se trouvaient côté cour.
Au troisième étage, côté rue, deux pièces étaient prévues pour recevoir la garde-robe de l'actrice.